# 武田うめ
武田 うめ（たけだ うめ、1921年3月24日 - 没年不明）は日本映画の編集技師。長野県中野市出身。

## 経歴
1941年に新興キネマ大泉撮影所に入社するも、12月に社団法人日本映画社に移籍。1951年に東宝撮影所の移籍を経て、1973年にフリーとなる。
担当番組は『ウルトラマンレオ』（1974年/円谷プロダクション・東京放送）など。

## 代表作

### 映画
- 1960年 - 「サラリーガール読本 お転婆社員」
- 1962年 - 「 どぶろくの辰」
- 1963年 - 「クレージー作戦 くたばれ!無責任」
- 1966年 - 「クレージーの無責任清水港」
- 1966年 - 「クレージーだよ奇想天外」
- 1966年 - 「お嫁においで」
- 1967年 - 「クレージーだよ天下無敵」
- 1967年 - 「クレージー黄金作戦」
- 1967年 - 「クレージーの怪盗ジバコ」
- 1968年 - 「クレージーメキシコ大作戦」
- 1968年 - 「空想天国」
- 1969年 - 「愛のきずな」
- 1969年 - 「緯度0大作戦」
- 1969年 - 「奇々怪々 俺は誰だ?!」
- 1970年 - 「クレージーの殴り込み清水港」
- 1970年 - 「日本一のワルノリ男」
- 1971年 - 「愛ふたたび」
- 1971年 - 「誰のために愛するか」
- 1971年 - 「日本一のショック男」
- 1972年 - 「喜劇 泥棒大家族 天下を盗る」
- 1973年 - 「卒業旅行 Little Adventurer」
- 1973年 - 「戦争を知らない子供たち」
- 1977年 - 「春のおとずれ」
- 1984年 - 「夏服のイヴ」

### テレビ
- 1972年 - 「トリプルファイター」
- 1974年 - 「ウルトラマンレオ」
- 1978年 - 「スターウルフ」
- 1979年 - 「炎の超人メガロマン」
- 1981年 - 「もどり川」
- 1982年 - 「メチャン子・ミッキー」
- 1983年 - 「赤いドレスの女」

## 著書
- 武田うめ『編集者自身を語る』日本映画・テレビ編集協会、1993年。